# عبدل أباد (سلماس)
عبدل أباد هي قرية في مقاطعة سلماس، إيران. عدد سكان هذه القرية هو 138 في سنة 2006.